# Adrian Romcescu
Adrian Romcescu (n. 2 ianuarie 1956, București) este un cântăreț român de muzică ușoară și compozitor. 

## Biografie
A studiat vioara la Liceul de Muzica "George Enescu" din București. A absolvit Conservatorul de Muzică "Ciprian Porumbescu" din București.
Când avea 17 ani, în 1973, a participat pentru prima dată la Festivalul național de muzică ușoară de la Mamaia.
La mijlocul anilor 1980 s-a stabilit în Danemarca. În anul 2013 s-a întors în România.

## Discografie

### Albume
- Dragostea, O Voi Găsi, LP, Album, Electrecord, 1985
- Nu vreau sa te pierd, K7, Album, Romagram, 1995
- Eu Merg Mai Departe , CD, Album, Electrecord, 2005

### Singles & EPs
- Adrian Romcescu, Melodii de Radu Serban, Electrecord, 1974
- Adrian Romcescu, Melodii din repertoriu international, Electrecord, 1974
- Adrian Romcescu, Melodii de Ramon Tavernier, Electrecord, 1976
- Primul Pas, Electrecord, 1980